# Calyptotheca australis
Calyptotheca australis är en mossdjursart som först beskrevs av William Aitcheson Haswell 1881.  Calyptotheca australis ingår i släktet Calyptotheca och familjen Parmulariidae. Inga underarter finns listade i Catalogue of Life.